# マウス (ポストプロダクション)
株式会社マウスは、主にテレビ番組に関する業務を行うポストプロダクションである。関西地区の民放テレビ局や制作プロダクションを協力する番組が多く使われているテロップ、編集である。担当している番組の大半が朝日放送と読売テレビの番組である。

## 所属スタッフ
- 平井浩志（代表者、東通エーヴィセンター⇒）
- 明石健二（コウダイコング⇒）
- 佐藤友彦
- 田中麻友子
- 井上ちひろ
- 赤羽直樹
- 工藤雄貴
- 永元菜津美
- 上村萌華
- 樋口鈴乃
- 島田貴絵

## 以前所属していたスタッフ
- 寺田智也（⇒モーション・ラボ）
- 関忠徳
- 塩川剛（⇒東通エーヴィセンター）

## 主な番組作品

### 現在に関わっている番組
MBSテレビ
- せやねん!「どこいこ?」

ABCテレビ
- ごきげん!ブランニュ
- ビーバップ!ハイヒール
- あさひグランド花月
- ABCお笑い新人グランプリ
- LIFE〜夢のカタチ〜

読売テレビ
- 大阪ほんわかテレビコーナー企画『あなた!私のお願い聞いてよ!!』
- たかじんのそこまで言って委員会
- 土曜はダメよ!
- あさパラ!コーナー企画『華麗なる女社長』
- 上沼・高田のクギズケ!

関西放送制作（BS11で放送）
- 演歌百撰

### 過去に関わった番組
MBSテレビ
- せやねん!コーナー内『せやねん!スポーツ』
- ちちんぷいぷい
- 今夜はえみぃ〜GO!!
- よゐこのワケアリ
- なまみつ
- ジャイケルマクソン
- ロケみつ

ABCテレビ
- クイズ!紳助くん
- 探偵!ナイトスクープ
- 純情学園男組
- おしゃべりブランチ
- 食べて元気!ほらね
- にこいち 〜スーパースター友情列伝〜
- オセロの恋するクリスマス
- オセロのチェッコリ! 〜あなたのズレ度徹底チェック〜
- うめだメッセ
- ダイナマイト関西
- 週末の探検家〜夢羅針盤〜
- ハミ出す才能教育バラエティ!! 小籔★スターリオン

関西テレビ
- 紳助の人間マンダラ
- 快傑えみちゃんねる
- バスDEコロコロ
- 2時ドキッ!
- メイドインカンサイ

読売テレビ
- キスだけじゃイヤッ!
- 週刊えみぃSHOW
- 島田紳助がオールスターの皆様に芸能界の厳しさ教えますスペシャル!
- オカンと娘
- ムッチャDOLL箱 乙女の祈り
- スタぴか! THOSE★AMAZING★KIDS!
- オモシロ好奇心☆どろんぱ!
- 史上最強の恋愛ドリル
- 芸恋リアル
- 今夜はシャンパリーノ
- ちょこっとNS
- 愛の修羅バラ!
- ミリオンの扉
- キャラもん

テレビ大阪
- 爆感!グラビア帝国

サンテレビジョン
- みんなで歌おう♪楽しい童謡コーラス